# Глинн (округ)
Глинн (англ. Glynn County) — округ штата Джорджия, США. Население округа на 2000 год составляло 67568 человек. Административный центр округа — город Брансуик.

## История
Округ Глинн основан в 1777 году.

## География
Округ занимает площадь 1093 км².

## Демография
Согласно Бюро переписи населения США, в округе Глинн в 2000 году проживало 67568 человек. Плотность населения составляла 61,8 человек на квадратный километр.